# Liste der Biografien/Mold
Liste der Biografien |
Portal Biografien |
Personensuche
# |
A |
B |
C |
D |
E |
F |
G |
H |
I |
J |
K |
L |
M |
N |
O |
P |
Q |
R |
S |
T |
U |
V |
W |
X |
Y |
Z |
?
 
Ma |
Mb |
Mc |
Md |
Me |
Mf |
Mg |
Mh |
Mi |
Mj |
Mk |
Ml |
Mm |
Mn |
Mo |
Mp |
Mq |
Mr |
Ms |
Mt |
Mu |
Mv |
Mw |
Mx |
My |
Mz
 
Moa |
Mob |
Moc |
Mod |
Moe |
Mof |
Mog |
Moh |
Moi |
Moj |
Mok |
Mol |
Mom |
Mon |
Moo |
Mop |
Moq |
Mor |
Mos |
Mot |
Mou |
Mov |
Mow |
Mox |
Moy |
Moz
 
Mola |
Molb |
Molc |
Mold |
Mole |
Molf |
Molg |
Molh |
Moli |
Molj |
Molk |
Moll |
Molm |
Moln |
Molo |
Mols |
Molt |
Molu |
Molv |
Molw |
Moly |
Molz
Die Liste der Biografien führt alle Personen auf, die in der deutschsprachigen Wikipedia einen Artikel haben. Dieses ist eine Teilliste mit 76 Einträgen von Personen, deren Namen mit den Buchstaben „Mold“ beginnt.

## Mold
- Mold, Franz (* 1962), österreichischer Politiker (ÖVP), Landtagsabgeordneter

### Molda
- Moldagulowa, Alija (1925–1944), sowjetische Soldatin
- Moldan, Bedřich (* 1935), tschechischer Geochemiker, Umweltschützer, Journalist und Politiker
- Moldaschanowa, Gulschan Talapowna (* 1966), russische Unternehmerin kasachischer Herkunft
- Moldasseitow, Qairat (* 1967), kasachischer Geschäftsmann und Politiker
- Moldau, Janosch (* 1974), deutscher Musiker und Songschreiber
- Moldavsky, Sergio (* 1955), argentinischer Gitarrist und Musikpädagoge

### Molde
- Molde, Stian (* 1996), norwegischer Fußballspieler
- Molden, Ernst (1886–1953), österreichischer Journalist, Historiker und Diplomat
- Molden, Ernst (* 1967), österreichischer Musiker und SchriftstellerErnst Molden (* 1967)

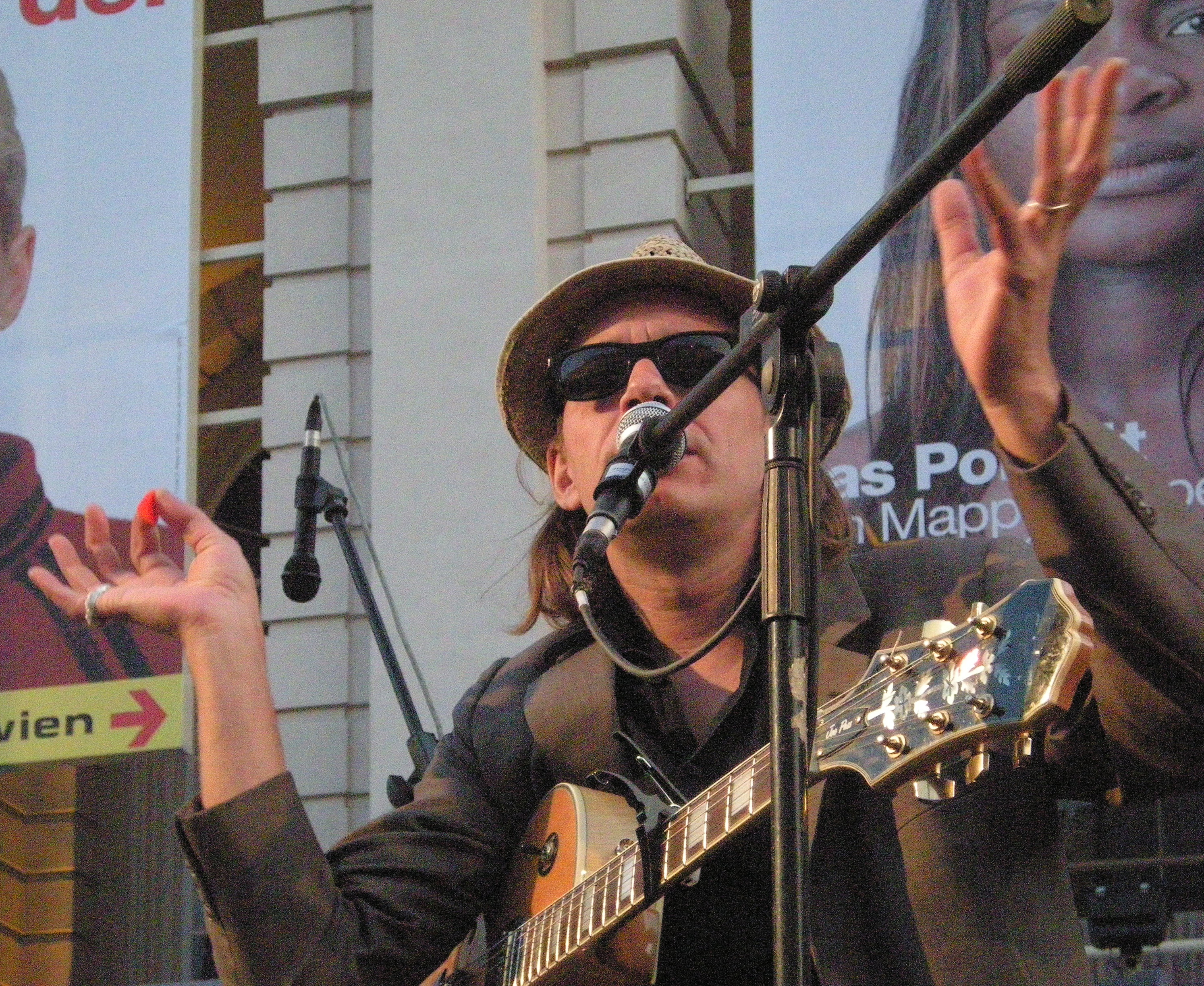
Ernst Molden (* 1967)

- Molden, Fritz (1924–2014), österreichischer Widerstandskämpfer, Journalist, Verleger und Diplomat
- Molden, Hanna (* 1940), österreichische Journalistin und Autorin von Sachbüchern und Liebesromanen
- Molden, Otto (1918–2002), österreichischer Widerstandskämpfer und Kulturpolitiker
- Moldenhauer, Bernd (1949–1980), deutscher DDR-Dissident der von einem IM der DDR-Staatssicherheit ermordet wurde
- Moldenhauer, Ernst, deutscher Fechter und Olympiateilnehmer
- Moldenhauer, Eva (1934–2019), deutsche literarische und wissenschaftliche Übersetzerin
- Moldenhauer, Franz (1849–1917), deutscher Pädagoge, Historiker und Politiker
- Moldenhauer, Friedrich (1797–1866), deutscher Chemiker und Mineraloge
- Moldenhauer, Gerhard (1900–1980), deutscher Romanist und Mediävist
- Moldenhauer, Hans (1901–1929), deutscher Tennisspieler
- Moldenhauer, Hans (1906–1987), deutsch-amerikanischer Musikwissenschaftler, Pianist, Musikpädagoge und Autographensammler
- Moldenhauer, Hans-Georg (* 1941), deutscher Fußballspieler und -funktionär
- Moldenhauer, Jan (* 1980), deutscher Politiker (AfD), MdL
- Moldenhauer, Luzia (* 1959), deutsche Politikerin (SPD), MdL
- Moldenhauer, Oliver (* 1970), politischer Aktivist
- Moldenhauer, Otto (1882–1969), deutscher Filmarchitekt
- Moldenhauer, Paul (1876–1947), deutscher Jurist, Hochschullehrer und Politiker (DVP), MdRPaul Moldenhauer (1876–1947)

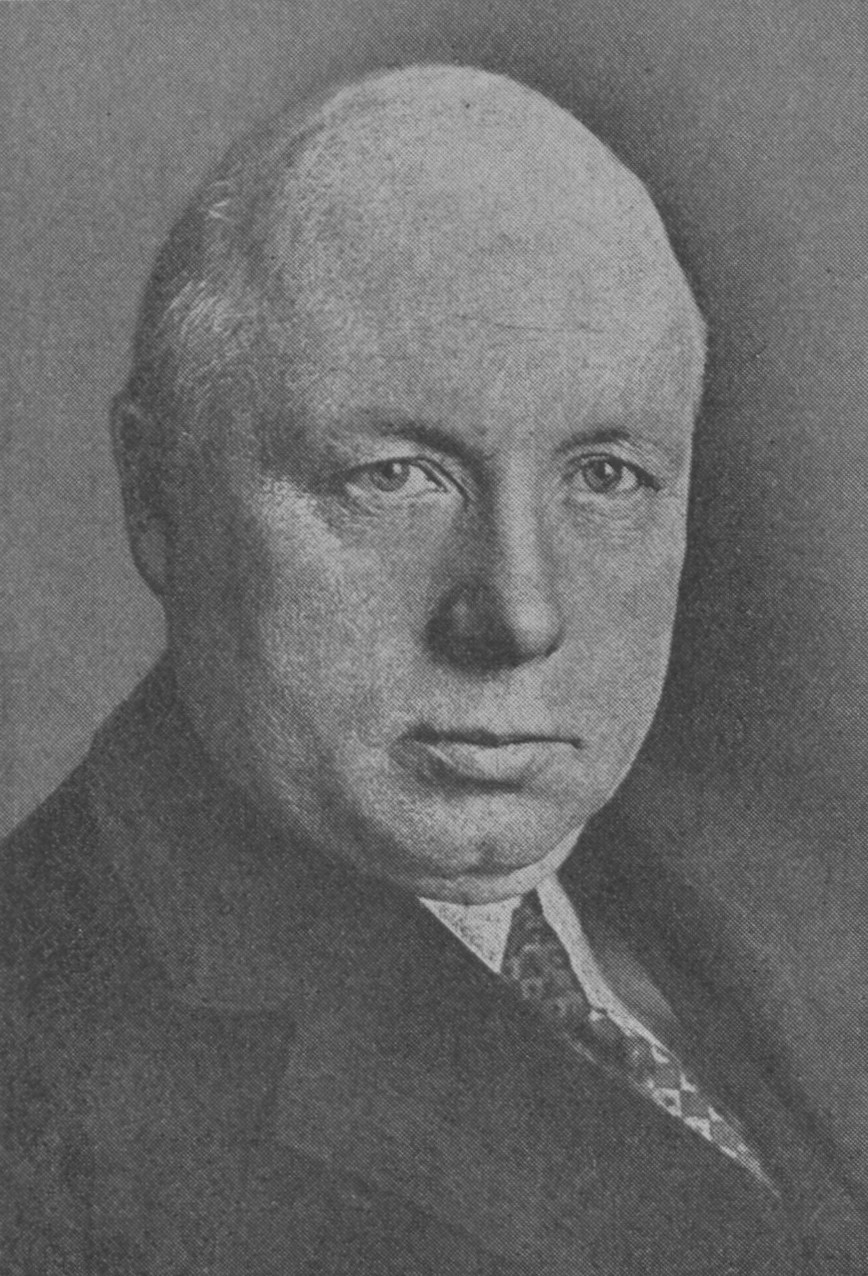
Paul Moldenhauer (1876–1947)

- Moldenhauer, Wilhelm (1845–1898), deutscher Mediziner und Hochschullehrer
- Moldenhawer, Daniel Gotthilf (1753–1823), deutscher evangelischer Theologe, Bibliothekar und Büchersammler
- Moldenhawer, Johann Heinrich Daniel (1709–1790), deutscher evangelischer Theologe, Bibliothekar und Bibelübersetzer
- Moldenhawer, Johann Jacob Paul (1766–1827), deutscher Botaniker
- Moldenschardt, Heiner (1929–2011), deutscher Architekt und Hochschullehrer
- Moldenschardt, Heinrich (1839–1891), deutscher Architekt
- Mölder, Aavo (* 1944), estnischer Landwirtschaftsfunktionär und Politiker
- Mölder, Tõnis (* 1989), estnischer Politiker
- Mölder, Vassili (1878–1943), estnischer Schriftsteller und Politiker
- Molderings, Herbert (* 1948), deutscher Kunsthistoriker
- Mölders, Doreen (* 1976), deutsche prähistorische Archäologin
- Mölders, Heinz-Gerd (* 1942), deutscher Hindernisläufer
- Mölders, Johannes (1881–1943), deutscher römisch-katholischer Geistlicher und Kirchenmusiker
- Mölders, Sascha (* 1985), deutscher Fußballspieler
- Mölders, Werner (1913–1941), deutscher Luftwaffenoffizier im Zweiten WeltkriegWerner Mölders (1913–1941)

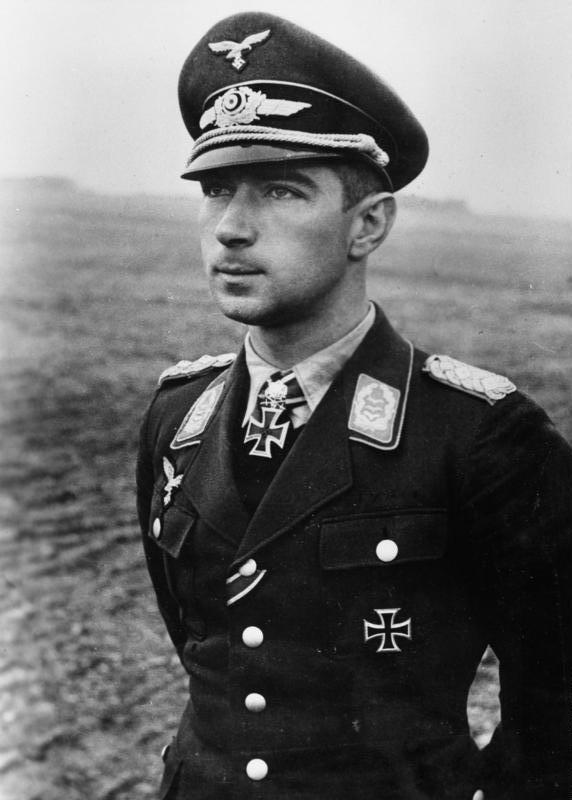
Werner Mölders (1913–1941)

- Moldes, Leandro (* 1986), Schweizer Sänger

### Moldn
- Möldner-Schmidt, Antje (* 1984), deutsche Mittelstrecken- und Hindernisläuferin

### Moldo
- Moldo, Togolok (1860–1942), kirgisischer Akyn und Manastschi
- Moldodossow, Ulanbek (* 1976), kirgisischer Gewichtheber
- Moldoff, Sheldon (1920–2012), US-amerikanischer Comiczeichner
- Moldoissajewa, Mirgul (* 1979), kirgisische Botschafterin
- Moldova, György (1934–2022), ungarischer Schriftsteller
- Moldovan Popoviciu, Elena (1924–2009), rumänische Mathematikerin und Hochschullehrerin
- Moldovan, Dănuț (* 1991), österreichisch-rumänischer Bobsportler
- Moldovan, Dinu (* 1990), rumänischer Fußballtorwart
- Moldován, Ervin (* 1978), rumänischer Eishockeyspieler
- Moldovan, Gheorghe (1927–2003), rumänischer Politiker (PCR)
- Moldovan, Horațiu (* 1998), rumänischer Fußballtorhüter
- Moldovan, Ion (* 1954), rumänischer Fußballspieler und -trainer
- Moldovan, Kurt (1918–1977), österreichischer Maler und Grafiker
- Moldovan, Mihai (1937–1981), rumänischer Komponist
- Moldovan, Mircea († 2016), rumänischer Fußballspieler
- Moldovan, Oleg (* 1966), moldauischer Sportschütze
- Moldovan, Ovidiu Iuliu (1942–2008), rumänischer Schauspieler
- Moldovan, Ștefan (1949–2013), rumänischer Fußballspieler
- Moldován, Stefánia (1931–2012), rumänisch-ungarische Opernsängerin (Sopran)
- Moldovan, Viorel (* 1972), rumänischer Fußballspieler und -trainer
- Moldovan-Zsak, Marcela (* 1956), rumänische Florettfechterin
- Moldoveanu, Alin (* 1983), rumänischer Sportschütze
- Moldoveanu, Ioachim (1913–1981), rumänischer Fußballspieler
- Moldoveanu, Nicolae (1922–2007), rumänischer Komponist und Autor kirchlicher Lieder
- Moldoveanu, Nicolae (* 1962), rumänischer Dirigent
- Moldoveanu, Vasile (* 1935), rumänischer Opernsänger (Tenor)

### Moldr
- Møldrup, Grete (* 1944), dänische Filmeditorin und Regieassistentin
- Møldrup, Mikkel (* 1992), dänischer Handballspieler
- Moldrzyk, Ludwig (1899–1942), deutscher kommunistischer Widerstandskämpfer

### Moldt
- Moldt, Dirk (* 1963), deutscher Historiker
- Moldt, Ewald (1927–2019), deutscher Diplomat und Politiker (SPD, SED)
- Moldt, Lutz (* 1952), deutscher Fußballspieler